# Ouvrage du Monceau
L'ouvrage du Monceau a été construit entre 1889 et 1890. C'est un ouvrage faisant partie des fortifications de l'Est de la France du type Séré de Rivières. Il fait partie intégrante de la place forte de Belfort. Il est situé au sommet d'une colline appelée le Monceau, à proximité de Valdoie.
Ce fort possède un pont-levis à son entrée. Il était également équipé d’une imposante grille ainsi que d'une porte métallique située 160 cm en retrait de la grille. Ces 160 cm étaient constitués d’un plancher démontable.
C'est le seul ouvrage de la place fortifiée de Belfort faisant appel à l'eau pour se défendre : l'eau est présente dans tous ses fossés.